# Smash
|  | For albummet af samme navn, se Smash (Offspring-album) |
En smash er et hårdt overhåndsslag i fx tennis, badminton eller volleyball. Slaget bruges ofte til at forsøge at overraske modstanderen således vedkommende ikke kan nå at reagere før bold eller fjerbold rammer jorden, hvorved man har vundet serven eller et eller flere point.
| Sport | Spire Denne artikel om sport er en spire som bør udbygges. Du er velkommen til at hjælpe Wikipedia ved at udvide den. |